# I-74 (sous-marin, 1938)
Pour les articles homonymes, voir I-74.
L'I-74 (イ-74) (renommé I-174 le 20 mai 1942) est un sous-marin de classe Kaidai (海大型潜水艦, Kaidai-gata sensuikan) de la sous-classe Kaidai VIb (海大6型b（伊七十四型/伊百七十四型）, Kaidai-roku-gata-bī, classe I-74/I-174) en service dans la marine impériale japonaise.

## Contexte
Après la Première Guerre mondiale, la marine impériale japonaise a réévalué l'utilisation de la guerre sous-marine comme élément de stratégie de flotte en raison du déploiement réussi de croiseurs-sous-marins à long rayon d'action pour les raids commerciaux des principales marines de combat. Les stratèges japonais en sont venus à réaliser les possibilités d'utilisation de l'arme pour la reconnaissance à longue portée, et dans une guerre d'usure contre une flotte ennemie qui s'approchait du Japon. Deux grands sous-marins japonais à longue portée avaient déjà été construits dans le cadre du programme de la flotte des Huit-six en tant que prototypes (I-51 et I-52), mais l'arrivée le 20 juin 1919 de sept U-boote allemands reçus par le Japon en réparation de guerre à la fin de la Première Guerre mondiale a conduit à une refonte complète. Les Japonais ont rapidement embauché des centaines d'ingénieurs et de techniciens de sous-marins allemands et d'anciens officiers de sous-marins allemands au chômage à la suite de la défaite de l'Allemagne pendant la Première Guerre mondiale, et les ont fait venir au Japon dans le cadre de contrats de cinq ans. L'ONI (Office of Naval Intelligence) américain a estimé que quelque 800 conseillers allemands s'étaient rendus au Japon à la fin de 1920. Les Japonais ont également envoyé des délégations en Allemagne, et ont participé activement à l'achat de nombreux brevets.

## Description
Les sous-marins de la sous-classe KD6 étaient des versions améliorées de la précédente sous-classe KD5. Avec une vitesse de 23 nœuds en surface, ils étaient les sous-marins les plus rapides lors de leurs époques de construction. La sous-classe KD6B possède une longueur de 30 cm de plus que la sous-classe KD6A
Ils ont un déplacement de 1 422 tonnes en surface et 2 479 tonnes en immersion. Les sous-marins mesuraient 105 mètres de long, avaient une largeur de 8,2 mètres et un tirant d'eau de 4,58 mètres. Les sous-marins permettaient une profondeur de plongée de 70 m et avaient un effectif de 68 officiers et membres d'équipage.
Kampon a été retenu comme fabricant des moteurs diesel Mk.1A Model 8, dont les performances étaient supérieures de 30% à celles des moteurs des premières sous-classes. Pour la navigation de surface, les sous-marins étaient propulsés par deux moteurs diesel de 4 500 cv (3 310 kW), chacun entraînant un arbre d'hélice. En immersion, chaque hélice était entraînée par un moteur électrique de 900 chevaux-vapeur (671 kW). Ils pouvaient atteindre 23 nœuds (42,6 km/h) en surface et 8,2 nœuds (15,2 km/h) sous l'eau. En surface, les KD6 avaient une autonomie de 14 000 milles nautiques (19 000 km) à 10 nœuds (19 km/h); en immersion, ils avaient une autonomie de 65 milles nautiques (120 km) à 3 nœuds (5,6 km/h).
Les sous-marins étaient armés de 6 tubes lance-torpilles internes de 53,3 cm, 4 à l'avant et 2 à l'arrière. Ils transportaient une recharge pour chaque tube + 2 torpilles, soit un total de 14 torpilles Type 89. Ils étaient également armés d'un canon de pont de 120 mm (L/40) Type 11e année pour le combat en surface et d'une mitrailleuse de 13,2 mm AA type 93 et d'une mitrailleuse de 7,7 mm.

## Construction
Construit par l'Arsenal naval de Sasebo au Japon, le I-74 a été mis sur cale le 16 octobre 1934. Il a été lancé le 28 mars 1938 et est renuméroté I-74 le 1er juin 1938. Il a été achevé et mis en service le 15 août 1938.

## Historique
Mis en service le 15 août 1938, le I-74 est rattaché au district naval de Kure et affecté à la 11e division de sous-marins. Le capitaine de frégate (海軍中佐 (Kaigun-chūsa)) Matsuo Yoshiyasu est le 1er commandant du sous-marin.
En novembre 1941 débute l'Opération Z, le I-74 est dans le 3e escadron de sous-marins du contre-amiral (plus tard vice-amiral) Miwa Shigeyoshi dans la 11e division de sous-marins du capitaine Minakuchi Hyoe avec le I-75. Le capitaine de frégate Ikezawa Masayuki est cette date le commandant du I-75. L'amiral Shimizu convoque une réunion de tous ses commandants à bord de son navire amiral, le croiseur léger Katori. Le capitaine de frégate Ikezawa et les autres commandants sont informés de l'attaque prévue sur Pearl Harbor. Le 11 novembre 1941, les I-74 et I-75 quittent Saeki et arrivent le 20 novembre 1941 à Kwajalein. Le 23 novembre 1941, ils partent de Kwajalein pour les îles hawaïennes pour sa première patrouille de guerre avec le commandant de la 11e division de sous-marins, le capitaine Minakuchi Hyoe, à son bord. Le 2 décembre 1941, le signal codé "Niitakayama nobore (Montez le Mt Niitaka) 1208" est reçu de la Flotte Combinée. Il signifie que les hostilités commenceront le 8 décembre (heure du Japon). Le 4 décembre 1941, il arrive au sud d'Oahu et le 7 décembre 1941 débute l'Attaque de Pearl Harbor. Le 3e escadron de sous-marins est déployé au sud d'Oahu. Le I-74 est stationnée au sud de Niihau pour réaliser des tâches de sauvetage. Le 17 décembre 1941, il quitte la zone d'Hawaii.
Du 23 au 25 décembre 1941, il mène des opérations de reconnaissance à Kingman Reef à la recherche d'une base navale américaine. Il est de retour à Kwajalein le 31 décembre 1941.
Le 15 avril 1942, il quitte Kure pour sa deuxième patrouille de guerre avec le I-75 pour former une ligne de patrouille. Le 18 avril 1942, le Japon subit son premier bombardement. La Task Force 16 du vice-amiral (plus tard amiral de la flotte) William F. ("Bull") Halsey, avec le porte-avions USS Hornet (CV-8), des croiseurs, des destroyers et un pétrolier, accompagnés du porte-avions USS Enterprise (CV-6), des croiseurs, des destroyers et d'un autre pétrolier s'approchent du Japon. Les porte-avions et les croiseurs s'approchent à moins de 668 milles nautiques (1 250 km) du continent. La découverte de sa task force par la vedette de garde n°23 Nitto Maru oblige Halsey à ordonner à l'Hornetde lancer plus tôt que prévu les bombardiers bimoteurs North American B-25 Mitchell de la 16e armée nord-américaine du 17e groupe de bombardement du lieutenant-colonel (plus tard amiral) James H. Doolittle, du Hornet du capitaine (plus tard amiral) Marc A. Mitscher.

Les bombardiers en piqué Douglas SBD Dauntless du Enterprise du VB-3 et VB-6 et les chasseurs Grumman F4F Wildcat du VF-6 attaquent les sous-marins de la patrouille de blocus rencontrés près de la task force 16. Ils endommagent le croiseur marchand armé Awata Maru et les navires de garde Iwate Maru No. 1, Chokyo Maru, Asami Maru No. 2, Kaijin Maru, Chinyo Maru No. 3, Eikichi Maru, Kowa Maru et Nanshin Maru No. 26.

Le 19 avril 1942, le navire de garde Iwate Maru No. 1 coule à la suite des dommages infligés par les avions. Le I-74 sauve son équipage et le 22 avril 1942, le I-74 transfère l'équipage du Iwate Maru No. 1 sur le croiseur léger Kiso. Le 10 mai 1942, le I-74 et le I-75 arrivent à Kwajalein.
Le 20 mai 1942 a lieu l'Opération K-2 - le deuxième raid sur Pearl Harbor. Le I-74 est renumérotée I-174. Il part de Kwajalein en compagnie du I-175 (le nouveau nom du I-75) pour participer à l'opération K-2. Le 29 mai 1942, il arrive à 17 milles nautiques (32 km) au sud-est d'Oahu pour assurer la surveillance des hydravions qui attaquent Pearl Harbor. Le 20 juin 1942, il retourne à Kwajalein.
Il quitte Kwajalein le 9 juillet 1942 pour sa troisième patrouille de guerre en reconnaissance de Port Moresby, dans la région de la Nouvelle-Guinée. Une fuite de pétrole se produit peu après le départ et le commandant du I-174, le capitaine de corvette Kusaka abandonne sa mission et se dirige vers Rabaul qu'il atteint le 23 juillet 1942 pour entreprendre des réparations.
Le 24 juillet 1942, le capitaine de corvette Kusaka reçoit une nouvelle mission pour opérer au large de la côte est de l'Australie en prenant part aux opérations de l'Axe dans les eaux australiennes. Il quitte Rabaul pour sa quatrième patrouille de guerre.
Le 7 août 1942 débute l'Opération américaine "Watchtower" - L'invasion de Guadalcanal et les Îles Salomon britanniques. La Task Force 62 du contre-amiral (plus tard amiral) Richmond K. Turner, couvert par la Task Force 61 du vice-amiral (plus tard amiral) Frank J. Fletcher et la Task Force 63 du contre-amiral (plus tard amiral) John S. McCain, débarque la 1re division des Marines du major-général (plus tard général/MOH/commandant) Alexander A. Vandegrift sur Guadalcanal, ouvrant une campagne de sept mois pour prendre l'île.
Le 17 août 1942, le I-174 arrive à Rabaul. Sa cinquième patrouille de guerre commence le 23 août 1942 avec son départ de Rabaul afin d'opérer au sud-ouest de l'île Rennell avec les sous-marins I-11 et I-175, et prend fin le 22 septembre 1942 avec son arrivée à Truk.
Le 16 octobre 1942, le I-174 part de Truk pour sa sixième patrouille de guerre avec le I-175 pour former une ligne de patrouille dans la région des îles Salomon. Le 19 octobre 1942, le I-174 est dans le groupe "B" avec les I-9, I-15, I-21, I-24 et I-175. Le 4 novembre 1942, il arrive à Truk et quitte l'île le 6 novembre 1942 pour arriver le 12 novembre 1942 à Kure pour une révision.
Le 1er janvier 1943, le I-174 réintègre le 3e escadron de sous-marins dans la 11e division de sous-marins avec le I-175 et le I-176. Le 15 mars 1943, la 11e division de sous-marins est dissoute. Le I-174 est réaffecté à la 12e division de sous-marins.
Le 16 mai 1943, le I-174 quitte Truk à 17h00 pour sa septième patrouille de guerre pour opérer au large de la côte est de l'Australie. Le 27 mai 1943, il arrive à un point situé à 26 milles nautiques (48 km) au large de Sandy Cape. Le 28 mai 1943 à 3h20, un  bombardier-torpilleur Bristol Beaufort du 32e escadron de la Royal Australian Air Force (RAAF), en patrouille anti-sous-marine depuis Bundaberg, établit un contact radar à 4 milles nautiques (7 km). L'équipage du Beaufort se rapproche à 900 du contact. À une hauteur de 1 800 pieds (500 m), il aperçoit le I-174, mais le sous-marin plonge et s'échappe.
Le 1er juin 1943, à 60 milles nautiques (110 km) à l'est de Brisbane, juste avant midi, le I-174 détecte un navire marchand estimé à environ 6 000 tonneaux. À l'approche du I-174, le navire marchand zigzague, obligeant le sous-marin à virer à tribord pour maintenir une position d'attaque. La cible est le navire américain Point San Pedro de 3 303 tonneaux, en route de Balboa à Brisbane. À 11h36, le Lieutenant Nanbu Nobukiyo, commandant du I-174, tire quatre torpilles sur le navire marchand. Deux minutes plus tard, les vigies du Point San Pedro voient le sillage de deux torpilles, mais elles passent à découvert. Les deux autres torpilles manquent également leur cible. Dans l'heure qui suit l'attaque, le 71e escadron de Lowood lance un bombardier Avro Anson à la recherche du sous-marin. Le 2 juin 1943, six Avro Anson de Lowood et quatre autres de Coffs Harbour poursuivent la recherche du sous-marin mais tous échouent.
Le 3 juin 1943, au large de Brisbane, en milieu d'après-midi, le I-174 aperçoit un convoi de trois destroyers et de six transports ou plus se dirigeant vers le nord à _ milles nautiques (15 km). À 18h, le I-174 fait surface et commence à poursuivre le convoi. Soudain, les corvettes à l'arrière du convoi tournent et se dirigent vers le I-174. Le Lieutenant Nanbu ordonne une plongée en catastrophe et le convoi s'échappe. Le 4 juin 1943, aAu large du cap Moreton, à 8h45, le I-174 aperçoit le navire Edward Chambers de l'US Army Transport de 4 113 tonnes, également en route de Balboa à Brisbane. Le I-174 tente de gagner une position d'attaque mais ne parvient pas à se rapprocher du relèvement et de la portée pendant qu'il est immergé. Il décide d'engager la cible avec son canon de pont. À 9h48, le I-174 fait surface et tire neuf coups, mais ils sont tous manqués. Le Edward Chambers riposte avec douze coups de son canon arrière de 3 pouces, forçant le I-174 à rompre l'engagement et à plonger. Plus tard, un autre "Beaufort" du 32e escadron est lancé pour attaquer le sous-marin, mais ne le trouve pas.

Au moment de l'engagement, le convoi PG 53 n'est qu'à 9,5 milles nautiques (17 km) au nord-est. À la réception de l'appel de détresse, la corvette HMAS Bendigo est détachée pour enquêter et le convoi est dérouté à 13 milles nautiques (24 km) au large de la position de l'attaque. Cinq bombardiers "Anson" de Lowood sont également dépêchés sur une ligne de recherche en plein jour. Le I-174 est contraint de passer la journée sous l'eau. En fin d'après-midi, le I-174 décide de se diriger vers le sud.
Le 16 juin 1943, au sud-est de Coffs Harbour, à 01h00, le I-174 arrive au large de Smoky Cape. À 16h37, il aperçoit le convoi GP55 composé de dix cargos et de trois LST (Landing Ship Tank) escortés par les navires de la Royal Australian Navy (RAN), les HMAS Kalgoorlie, HMAS Warrnambool, HMAS Deloraine, HMAS Bundaberg et HMAS Cootamundra en route de Sydney à Brisbane. Le I-174 pénètre dans l'écran de protection des corvettes d'escorte.

A 17h20, il lance deux torpilles sur deux transports qui se chevauchent. Le deuxième navire de la quatrième colonne est un SS Portmar (1919) de l'United States Shipping Board de 5 551 tonneaux, entièrement chargé de carburant et de munitions. Le Landing Ship Tank LST-469 de 5 000 tonnes à l'arrière du Portmar s'écarte pour laisser une marge de manœuvre au transport. Au moment du tir du sous-marin, le LST avait sa poupe directement en ligne avec la proue du Portmar.

A 17h22, la première des torpilles du I-174 touche l'arrière tribord du LST. L'explosion détruit l'appareil à gouverner et tue vingt-six hommes. Le I-174 entend les détonations. Après avoir jeté un rapide coup d'œil au périscope, le lieutenant Nanbu pense avoir coulé les deux navires, estimés à 10 000 et 8 000 tonneaux. Malgré les graves dégâts, le LST-469 est finalement remorqué à Sydney pour être réparé.

Quelques instants après l'explosion sur le LST, les vigies de Portmar aperçoivent des traces de torpilles et le navire rentre à bâbord. Avant que la manœuvre ne puisse prendre effet, le navire est touché par la deuxième torpille à tribord dans la cale n°1. L'essence à bord explose et le navire est incendié de l'avant vers l'arrière presque immédiatement. Les munitions explosent peu après. Sept minutes après avoir été touché, le Portmar est abandonné et coule à la podition géographique de 30° 59′ S, 153° 48′ E. C'est le dernier navire coulé par les sous-marins de la Marine impériale japonaise sur la côte est de l'Australie. Les corvettes HMAS Kalgoorlie et HMAS Warrnambool poursuivent et attaquent avec des charges de profondeur le I-174 sans succès.
Le 20 juin 1943, le I-174 reçoit l'ordre de quitter les eaux australiennes et de passer à l'est des îles Salomon pour retourner à Truk. Aucune autre rencontre avec des navires ou des avions n'est faite. Il arrive à Truk le 1er juillet 1943.
Le 24 novembre 1943, il quitte Truk pour sa huitième patrouille de guerre afin de former une ligne de patrouille au nord-ouest de Makin. Le 1er décembre 1943, un avion de patrouille du Service aérien de la Marine impériale japonaise aperçoit un convoi de six transports de troupes escorté par trois cuirassés se dirigeant vers Makin. Le Vice amiral Takagi ordonne aux I-174 et I-21 d'intercepter le convoi. Le 6 décembre 1943, à 30 milles nautiques (55 km) à l'est de Tarawa, cette nuit-là, alors que le I-174 recharge ses batteries à la surface, ses vigies repèrent un destroyer qui approche. Le I-174 s'immerge en piqué, mais il est ensuite attaqué par des charges de profondeur. De graves fuites apparaissent dans les compartiments des moteurs diesel et électriques et les lumières sont éteintes. Lorsque l'alimentation en air et la batterie sont presque épuisées, le capitaine de corvette Nanbu ordonne de remonter à la surface. Le I-174 s'échappe sous un grain de pluie et se dirige vers Truk où il arrive le 20 décembre 1943. Le ravitailleur de sous-marins Heian Marutransfère les torpilles vers le I-174 et de l'eau distillée au I-36.
Le 3 avril 1944, il quitte Kure pour les îles Marshall pour sa neuvième patrouille de guerre. Le 10 avril 1944, au sud de Truk aux États fédérés de Micronésie, le lieutenant Suzuki Katsuhito, le nouveau commandant du I-174 depuis le 23 février 1944, transmet régulièrement un rapport de situation. Le 11 avril 1944, l'escadron de bombardement VB-108 équipé de 12 Consolidated PB4Y-1 Liberator est transféré à Eniwetok. À 17h46 (heure normale du Japon) le même jour, le I-174 ne répond pas à un appel nominal. 

Le 12 avril 1944, au large de Truk, alors qu'il est en patrouille tôt le matin, le second du VB-108, le "Liberator" du Lieutenant Commander John E. Muldrow attaque un sous-marin avec des bombes sous-marines et affirme qu'il l'a coulé. Une nappe de pétrole et des débris sont visibles à la position géographique de 10° 45′ N, 152° 29′ E pendant les deux jours suivants. Après la guerre, les archives japonaises confirment que le sous-marin a été coulé et qu'il s'agissait du I-174.
Le 13 avril 1944, la Marine impériale japonaise le présume perdu avec les 107 membres d'équipage à l'Est de Truk. Le 10 juin 1944, il est retiré de la liste de la marine.